# Hydatophylax victor
Hydatophylax victor là một loài Trichoptera trong họ Limnephilidae. Chúng phân bố ở miền Tân bắc.